# Konstantin Alexandrowitsch Solnzew
Konstantin Alexandrowitsch Solnzew (russisch Константин Александрович Солнцев; * 29. März 1950 in Panino, Oblast Woronesch) ist ein russischer Chemiker und Hochschullehrer.

## Leben
Solnzew studierte am Moskauer Lomonossow-Institut für Feinchemikalientechnologien mit Abschluss 1973. Er arbeitete weiter wissenschaftlich und wurde Doktor der chemischen Wissenschaften.
Ab 1980 arbeitete Solnzew als führender Wissenschaftler im Kurnakow-Institut für Allgemeine und Anorganische Chemie (IONCh) der Akademie der Wissenschaften der UdSSR (AN-SSSR).
1998 wurde Solnzew Direktor des Instituts für physikalisch-chemische Probleme der keramischen Materialien der Russischen Akademie der Wissenschaften (RAN). Daneben lehrte er an der Lomonossow-Universität Moskau (MGU) und wurde Dekan der Fakultät für Materialwissenschaften sowie Mitglied des Wissenschaftlichen Rates der MGU.
Zu Solzews Arbeitsschwerpunkten gehören die Entwicklungen oxidkeramischer Konstruktionswerkstoffe und die Kinetik und Struktur ihrer Bildungsprozesse, dünne keramische Substrate für Automobilkatalysatoren sowie Gasfilter für Temperaturen zwischen 1200 und 1400 °C, Flüssigkeitsfilter mit definierten Porendurchmessern und keramische Wärmeaustauscher. 13 internationale Patente wurden erteilt. Untersucht wurden auch Bornitrid, Borcarbid- und Carbonitride sowie Borane. Durch Dotierung mit Yttriumoxid wurden feinkristalline transparente Keramiken hergestellt für Anwendungen in Lasern. 2003 wurde er Korrespondierendes Mitglied der RAN und 2006 Vollmitglied. Dazu ist er Präsidentstellvertreter der RAN.
2007 wurde das institut für physikalisch-chemische Probleme der keramischen Materialien in das Baikow-Institut für Metallurgie und Materialkunde eingegliedert, dessen Direktor Solnzew nun wurde.

## Ehrungen
- Staatspreis der Russischen Föderation (1996)
- Verdienstorden für das Vaterland IV. Klasse (2010)